# Bertrana abbreviata
Bertrana abbreviata là một loài nhện trong họ Araneidae.
Loài này thuộc chi Bertrana. Bertrana abbreviata được Eugen von Keyserling miêu tả năm 1879.